# جسر داميس بوينت

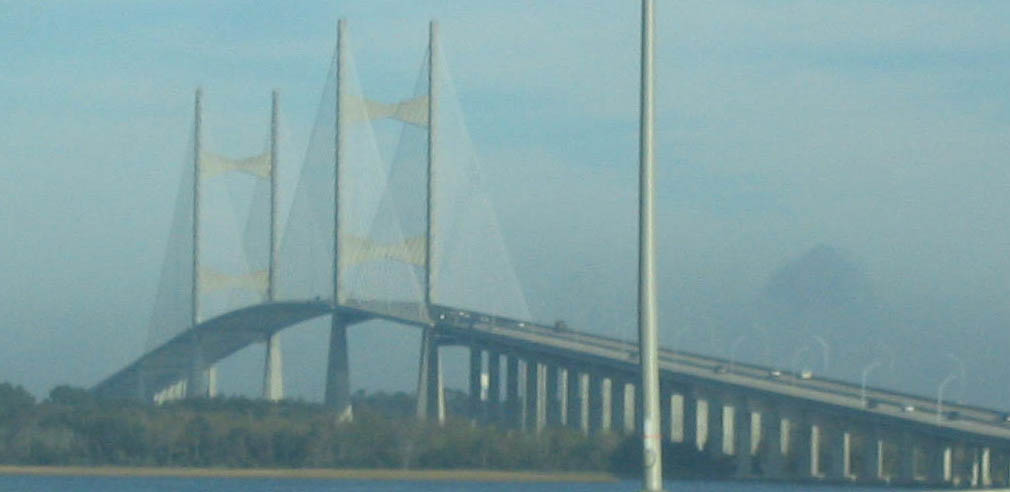
جسر داميس بوينت

جسر داميس بوينت(بالإنجليزية Dames Point Bridge) والذي يعرف كذلك باسم جسر نابليون بونابرت بروارد وهو جسر معلق علن نهر سانت جونز في جاكسونفيل، فلوريدا على الطريق السريع شرق بيلتواي 295 . بدأ إنشاء الجسر في سنة 1985 و أفتتح رسميا في يوم 10 أذار - مارس من سنة 1989 يبلغ طول الجسر حوالي 3244.9 متر ويبلغ عرضه 32.2 متر .

## معرض صور

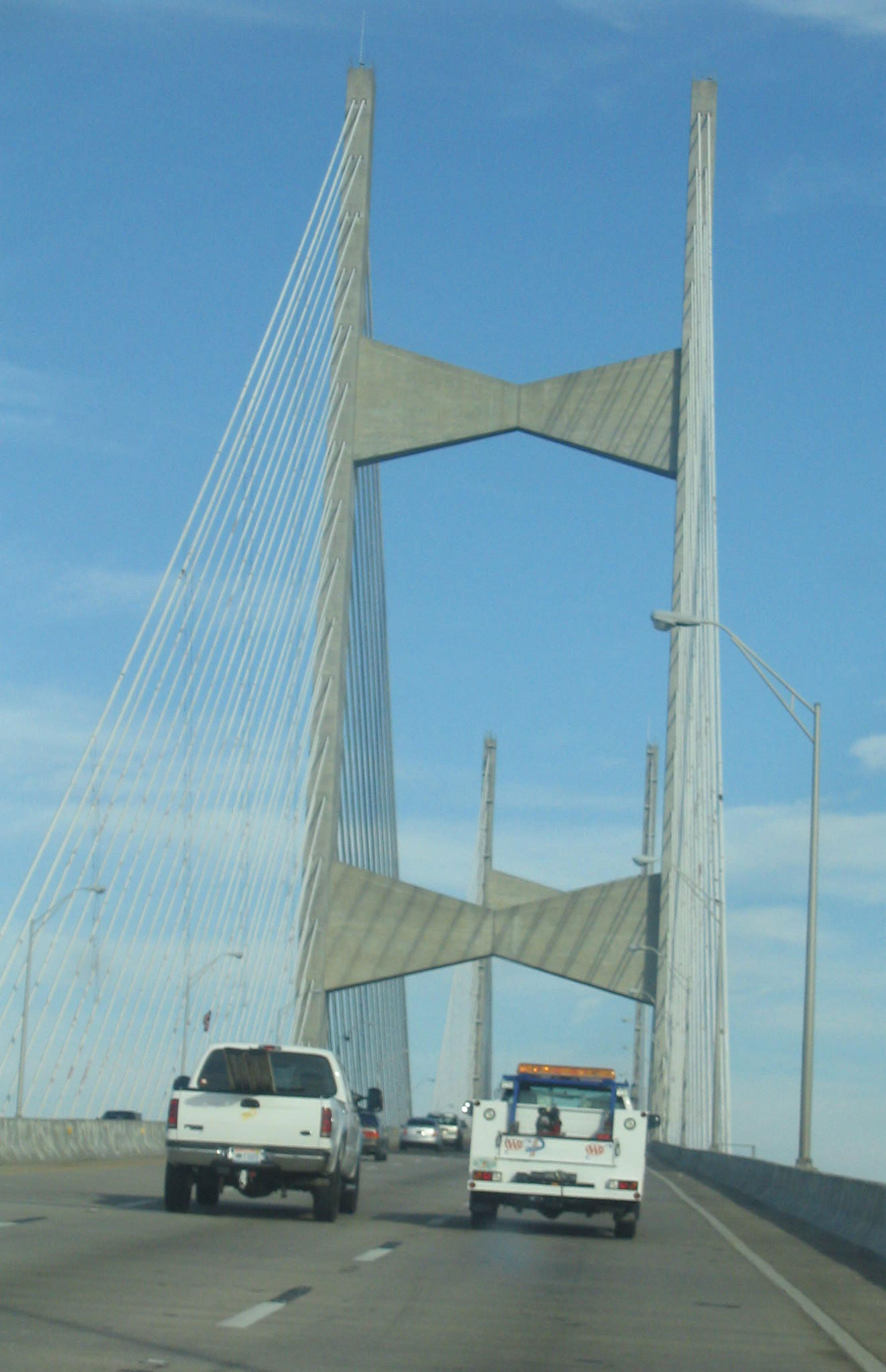
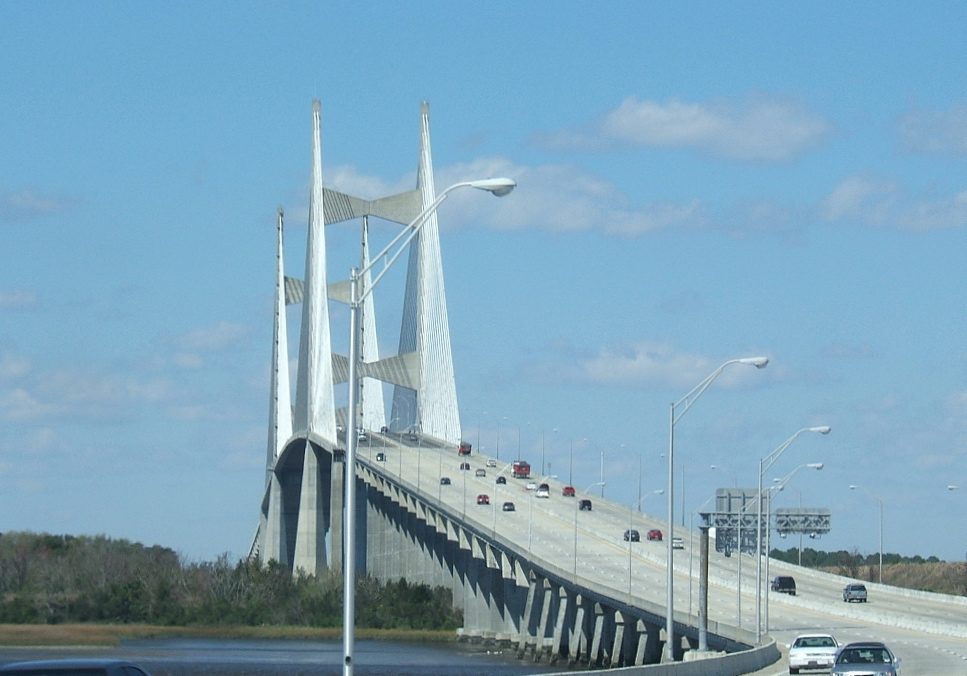
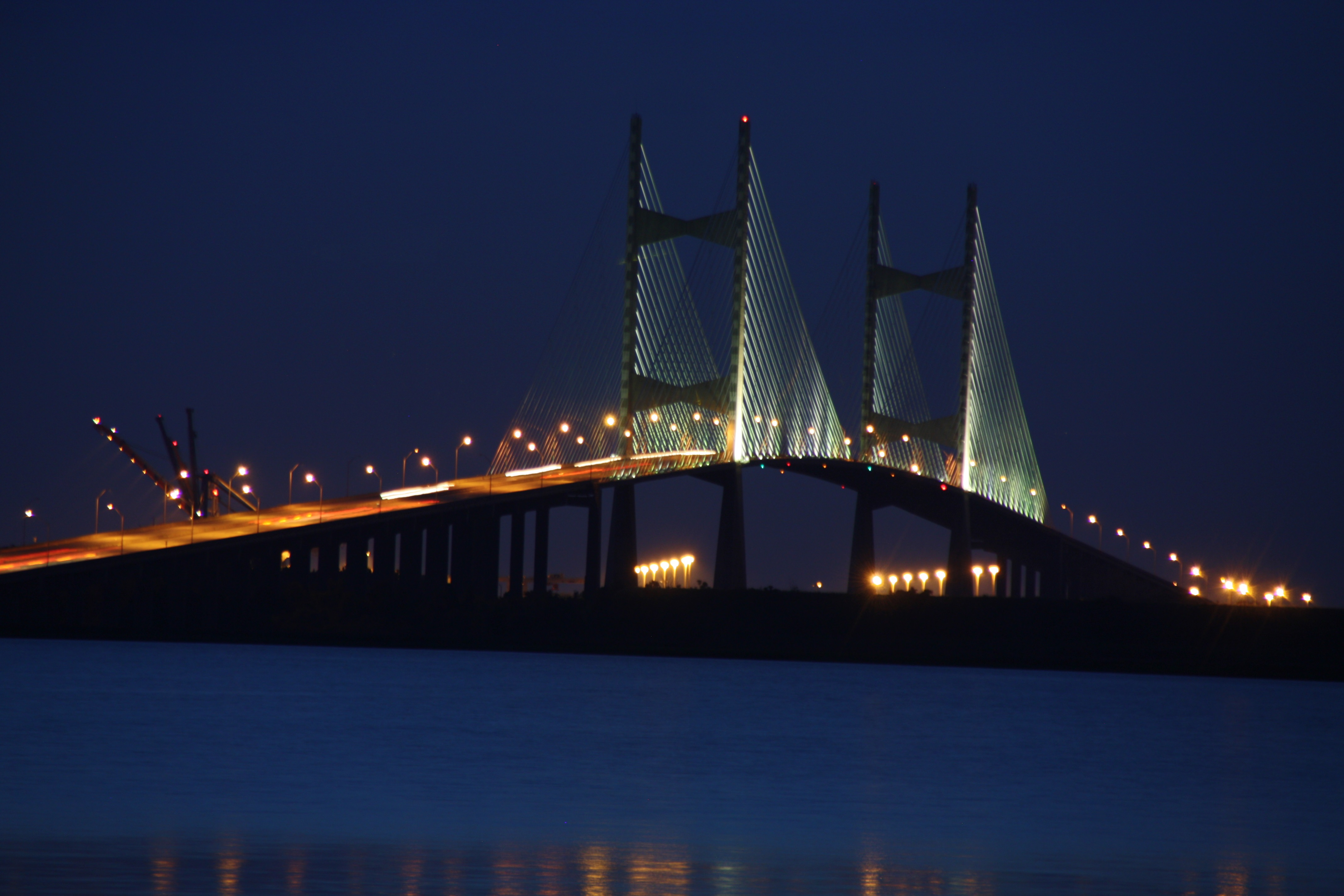
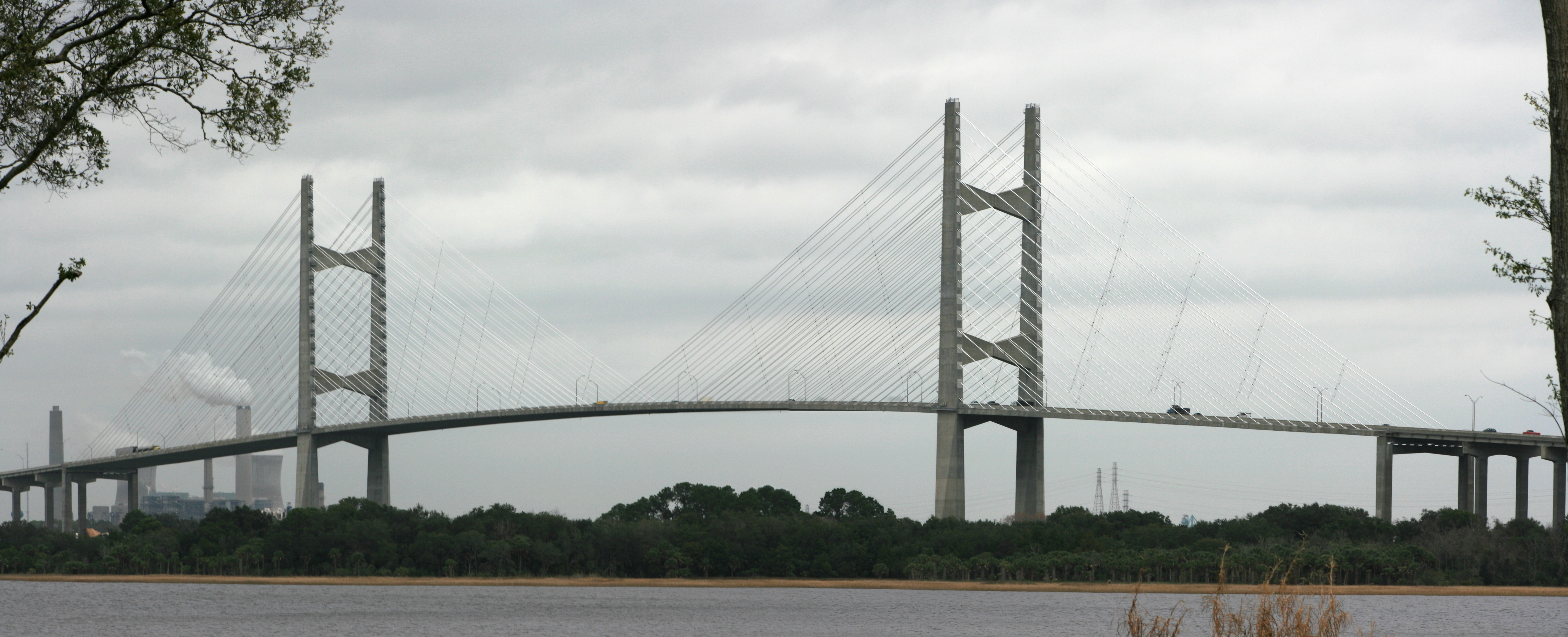